# Champeau-en-Morvan
Champeau-en-Morvan är en kommun i departementet Côte-d'Or i regionen Bourgogne-Franche-Comté i östra Frankrike. Kommunen ligger i kantonen Saulieu som tillhör arrondissementet Montbard. År 2022 hade Champeau-en-Morvan 223 invånare.

## Befolkningsutveckling
Antalet invånare i kommunen Champeau-en-Morvan
Referens:INSEE